# Angélique de Rouillé
Angélique Pollart d’Herimetz, dite Angélique de Rouillé, née le 25 juin 1756 à Ath en Belgique et morte le 4 février 1840, fut châtelaine d’Ormeignies. Épistolière impénitente, elle a souvent été comparée à Madame de Sévigné (1626-1696), écrivaine beaucoup plus connue qui l'avait précédée de quelque 150 ans.

## Biographie

### Une jeunesse dorée, un ménage peu heureux
Angélique Pollart d'Herimetz, née le 25 juin 1756 à Ath en Belgique, au no 14 de la rue des Récollets, dans l'antique maison jadis refuge de l'abbaye de Liessies, que Louis XIV occupa du 15 juin au 7 juillet 1671 avec les trois reines : Marie Thérèse, l’officielle, Mlle Louise de La Vallière, favorite en déclin et Françoise Athénaïse d’Aubigné, future Madame de Maintenon.
Angélique, enfant unique de Ferdinand François Theodore Joseph Pollart d'Herimetz et de Anne-Antoinette de Pestre, eut une jeunesse dorée et joyeuse. Très tôt, elle manifesta un sens aigu de l’observation de son entourage et une belle intelligence qu’elle mit en évidence au couvent de Berlaimont à Bruxelles dont elle sortit parfaite aristocrate.
Elle se maria en l’église Saint-Julien de Brioude, à Ath, le 15 juillet 1777 à 22 heures avec Louis de Rouillé, chevalier de Saint-Louis et mestre de camp des Dragons du Roi qu’elle avait rencontré dans une loge maçonnique à Mons. Ce mariage ne fut pas heureux. Son mari, de dix-sept ans plus âgé, a toujours préféré la vie parisienne à celle d’Ormeignies où il résida très peu.
Le couple eut six enfants, fruits des rares visites que Louis rendait à Angélique occasionnellement, car il n’y eut jamais de rupture officielle.
Louis sut se soucier de l’avenir militaire de ses trois fils, Adolphe, Auguste et Édouard après l’annexion de la Belgique à la France, par « La Convention » du 1er octobre 1795. C’est Édouard qui, au retour d’une campagne d’Outre-Rhin reçut le dernier soupir de son père, à Paris, le 25 novembre 1814. Le Comte se montrait aussi généreux à l’excès lorsque ses filles Aglaé, Eugénie ou Justine lui rendaient visite.
Pendant ce temps, Angélique entretenait une abondante correspondance tous azimuts, mais ne négligeait pas son mari dans cette « écrimanie », comme elle appelait son penchant au plaisir de l’écriture. Fine observatrice de son entourage, elle nous a légué un considérable courrier décrivant les us et coutumes de son temps, ainsi que les potins qui alimentaient les conversations dans les châteaux du Landerneau et les habitudes du monde rural qui l’environnait. Esprit subtil, sa prose est attachante de simplicité et de précision, profondément sensible, parfois humoristique ou ironique mais toujours exprimée avec tant de tact et de finesse qu’en était exclue toute connotation agressive ou simplement péjorative.
Ses journaux, fidèles confidents, relatent en aide-mémoire les choses les plus intimes sinon secrètes.
Jamais, elle ne laissa apparaître ses angoisses ou ses souffrances intimes. Elle demeurait avenante, conviviale, apparemment joyeuse et contait volontiers des histoires drôles, habillait certaines rumeurs ou situations d’un humour délicatement coloré, mais jamais caustique, avec le seul propos de faire rire « la Compagnie ». Ainsi appelait-elle ce cercle d’amis bourgeois de la région ou hobereaux du voisinage : Moulbaix, Blicquy, Houtaing, Belœil et autres villages sous obédience de têtes couronnées. Elle aimait rire et faire rire. Il faut voir en cette inclination une façade dissimulant pudiquement des drames.
Ses trois fils embrassèrent la carrière militaire. Auguste mourra, seul, à l’hôpital de Niort, après bien des dangers dont notamment un coup de pied de cheval mal guéri et autres ennuis de santé. Les deux autres seront sur les champs de bataille ensanglantant l’Europe : Wagram, Friedland, Austerlitz, Dresde, Eylau, Erfurt, Berlin, Leipzig, Francfort, Badajoz, Bidassoa, Il n’y a qu’à Waterloo qu’ils ne furent pas.

### Un engagement royaliste
La châtelaine d’Ormeignies fut bien soulagée de la défaite de l’empereur Napoléon, à Waterloo, le 18 juin 1815, « un usurpateur odieux qui aurait dû périr sur l’échafaud » clamait Angélique. Malgré son profond loyalisme l’attachant à la famille royale hollandaise, elle en reconnaît les défauts, avec sa spontanéité toute empreinte de droiture : « Un Hollandais ne connaît et n’aime que l’argent; et c’est bien le défaut de notre roi », écrira-t-elle. Ou bien encore l’impérialisme intolérant et le favoritisme politique, l’insolente pseudo supériorité culturelle et linguistique des Bataves l’importuneront  « Mons devient Bergen; les plus doués sont sans emploi. Eussiez-vous la science infuse, vous n’obtiendrez rien si vous ne savez pas le hollandais si difficile à apprendre pour les gens du Sud ».
Bonne chrétienne, elle déteste que le libéralisme s’installe à l’encontre de son conservatisme, elle réprouve les nombreux mariages mixtes et elle désapprouve son fils Édouard, le plus jeune et le plus brillant, quand il vire à l’anti-orangisme et participe à des banquets politiques hostiles au roi Guillaume d’Orange.
« […] en France, la Royauté s’appuie sur le Clergé qui influence la vie politique et se mêle du comportement privé des gens ». Et d’ironiser sur l’exigence ridicule de l’Église imposant le jeûne aux vieillards des hospices, surveillant la pratique religieuse des fonctionnaires, ce qui les incitait à l’hypocrisie. En Belgique, la situation est à peine moins étroitement surveillée et opprimée. Pourtant le protestantisme, d’abord de Guillaume de Hollande et ensuite, après 1830, du premier roi belge Léopold de Saxe-Cobourg, ex-général des armées du Tsar de Russie et par ailleurs franc-maçon reçu en la loge « L’espérance » à Berne le 1er novembre 1813, aurait pu aérer le climat d’une tolérance bienvenue.
Tant et si bien qu’Angélique, tout en demeurant monarchiste, se détourne de la politique « trop désespérée de tout ce qui se passe ». Elle se replie sur elle-même, au manoir d’Ormeignies, entourée de ses belles-filles et ses petits-enfants, mais sans cesser d’écrire. Plus sensible que quiconque à la terrible loi « tempus fugit sicut umbra » (le temps fuit comme l’ombre), elle se sent vieillir, et pourtant à peine apparaissent quelques rides et un peu plus de fils d’argent dans sa noire coiffure, mais dans un souci de coquetterie, en souhaitant d’être contredite, elle se trouve être « une grosse figure où l’on ne voit plus mes yeux ».
Elle accomplit un dernier voyage à Bruxelles, et même Anvers… « pour essayer le chemin de fer » une nouveauté révolutionnaire pour l’époque.

### Une fin brutale
Le samedi 1er février 1840, elle est prise d’un malaise. Malgré ses 83 ans, elle s’en remet et semble immédiatement aller beaucoup mieux. Le mardi suivant 4 février 1840, elle lit son journal dans son lit. Edouard passe l’embrasser, et comme si elle n’attendait que cela, elle s’effondre dans ses bras, foudroyée, comme elle l’avait souhaité, sans maladie, sans souffrance, sans perclusions. Peu avant sa mort, elle rappelait un engagement pris au temps béni de sa jeunesse : « Je m’engage sur ma parole d’honneur d’être unie à mes frères et mes sœurs, d’être fidèle au roi et à l’amitié. Je jure d’être humaine et douce, bienfaisante envers tout être souffrant ou malheureux. C’est à l’amitié que je consacre mes jours, c’est à en sentir le bonheur et à en pratiquer les devoirs que je m’engage »

## Sources
- Angélique de Rouillé, châtelaine d'Ormeignies (1756-1840), Catalogue d'exposition, Ormeignies, septembre 1991
- E. CAQUEUE, Angélique de Rouillé et la société montoise, dans Bulletin de liaison des Amis d’Angélique de Rouillé, no 10, Ormeignies, 1996, p. 18 à 20
- E. CAQUEUE, Edouard de Rouillé, rescapé de la bataille de Leipzig, dans Bulletin de liaison des Amis d’Angélique de Rouillé, no 6, Ormeignies, 1994, p. 6 à 8
- E. CAQUEUE, Edouard de Rouillé se distingue à la bataille de Wagram, dans Bulletin de liaison des Amis d’Angélique de Rouillé, no 8, Ormeignies, 1995, p. 4 à 7.
- C. DUMONT, Inventaire des archives des familles de la Barre et de Rouillé, A.G.R., Bruxelles, 1985
- I. LEWUILLON, À propos d'un livre ... Angélique de Rouillé, châtelaine d'Ormeignies, dans Hainaut Tourisme, no 148, septembre 1971, p. 155 à 160
- I. LEWUILLON, À propos d'un livre ... Angélique de Rouillé, châtelaine d'Ormeignies, dans Hainaut Tourisme, no 149, octobre 1971, p. 187 à 192
- A. LOUANT, Angélique de Rouillé, châtelaine d'Ormeignies, Société des Bibliophiles, no 46, Mons, 1970
- A. LOUANT, Angélique de Rouillé, châtelaine d'Ormeignies, dans Annales du Cercle archéologique d’Ath, t. XLIV, 1972
- G. SMET, Angélique de Rouillé, résumé de la conférence donnée à la Maison culturelle d’Ath le 22 octobre 1996, dans Bulletin de liaison des Amis d’Angélique de Rouillé, no 11, Ormeignies, 1997, p. 4 à 17